# 朝のガスパール
『朝のガスパール』（あさのガスパール）は、筒井康隆の長編小説。『朝日新聞』の朝刊に1991年10月18日から1992年3月31日まで連載され、読者からの投書、パソコン通信を使った読者参加のメタフィクションが話題となる。1992年第13回日本SF大賞受賞。タイトルはモーリス・ラヴェルの『夜のガスパール』より。

## 概要
この小説は1日1話ずつ掲載という新聞連載の特性を利用し、その日の掲載分を読んだ読者からの投書やASAHIネットのBBSへの投稿を作品世界に反映させ、虚構と現実の壁を破るという実験的手法がとられた。具体的には、投書や投稿により物語の展開に対して読者が作者に要望を出すことが出来るというものだが、単にそうした企画であるにとどまらず、物語中に作者を模した小説家が登場し、その投書や投稿を引用して批評（時には激しく罵倒）するなど作者独特の世界が開陳され従来の新聞小説に慣れた読者を驚かせた。BBSでは単に読者からの要望を物語の展開に採用するのみならず、書き込み内容やハンドルネームから醸成されるBBS住人のキャラクターを登場人物の造形に利用したりもした。読者参加型ゲームに近い要素を持ち、また当時はインターネット普及以前で（BBSもいわゆる「パソコン通信」のものであった）まだ一般に普及しておらず言葉すらなかったオンラインゲームやオンライントレードに近いものが登場し、非常に先進的な設定を取り入れた小説であった。BBSそのものも連載中にのちに言うところの「荒らし」「アスキーアート」「炎上」「祭り」などに相当する事態が頻発し、ネット社会を先取りする形となった。このBBSでのやり取りは『電脳筒井線－朝のガスパール・セッション』という全3巻からなるペーパーバックにまとめられ、出版された。この作品の連載にあたり、筒井は全力を注ぐため他の連載を半年ほど休止した。なお、1993年9月に筒井が「断筆宣言」を発表した際、同作品で「『狂』という字が使えなかった」と朝日新聞社側から「用語規制」があったことを明らかにしている。

## 世界
この小説には世界が5重に存在する。オンラインゲーム「まぼろしの遊撃隊」内の世界、そのゲームに熱中する主人公達の世界、その主人公たちの物語を書いている（という設定の）小説家（筒井康隆ではない）や編集者の世界、その小説家の新聞連載に影響を与えている投書やBBSの世界（作者筒井康隆の脳内とも言える）、その投書を書いたりBBSに書き込んだりしている読者（現実）の世界である。通常ならば互いに交わるはずのない5つの階層に、筒井ならではの文学的実験（メタフィクションの手法）が試みられる。

## ストーリー
金剛商事常務・貴野原征三（きのはら　せいぞう）はオンラインゲーム「まぼろしの遊撃隊」に熱中し、会社でもその話題で持ち切りだった。世間的にも大企業の重役や中間管理職クラスがかつてのホワイトカラーが休日のゴルフを楽しんだように、このオンラインゲームを知的な遊びとして楽しんでいた。一方で征三の美貌の妻・聡子はセレブパーティ仲間にすすめられて始めた株のオンライントレードで巨額の損失を出し、消費者金融にまで手を出して多重債務を抱えこんでいた。夫に知られずに損失を取り戻すべく孤軍奮闘する聡子。征三の部下である石部智子は、「まぼろしの遊撃隊」の運営元「まぼろしの遊撃隊センター」を訪れる。そこにはセンターの責任者・時田浩作とその妻・敦子が住んでいた。
…という小説を新聞に連載している作家・櫟沢（くぬぎざわ）は、読者からの新聞社への投書とパソコン通信のBBSへの投稿を物語の展開に反映させ連載を続けていた。投稿の内容はセレブパーティを中心としたドメスティックな内容を希望する新聞投書と、「まぼろしの遊撃隊」の活躍するSFシーンを希望するBBS投稿とに大きく分かれていた。SFシーンを描けば購読を中止するなどという非難の投書が増え、パーティ場面を描けばBBSに荒らしめいた投稿が目立つようになる。双方の意見に板ばさみ状態になった櫟沢は、新しい手法を続けることに次第に頭を痛めるようになる。
その投書や投稿の荒れ具合に呼応するかのように、「まぼろしの遊撃隊」も変化を見せ始める。連載初期の段階ではある程度の知識と教養が要求されるゲームであり、登場人物達もそれにあわせて思慮深い人物達がメインになりゲームが進んでいたが、連載の後期には新たに格闘戦に長けた女子隊員･穂高が加わったものの、単なる撃ち合い殺し合いのゲームに変貌し、それにあわせて征三たちもゲームに対する情熱を次第に失っていった。そんな中、巨額の負債があることを夫・征三に知られ、消費者金融からの脅迫同然の執拗な取り立てに疲れ果てた聡子は、救いを求めるかのように「まぼろしの遊撃隊」にアクセスする。「まぼろしの遊撃隊」の登場人物で、ゲーム内での征三の分身でもある深江は救いを求める聡子の声を聞く。そして他の隊員達と共に、彼女を救うため『レベルの壁』を崩壊させた。
…ここまで話が進んだところで、櫟沢は担当の男性記者･澱口（おりぐち）に、「『レベルの壁崩壊』の種明かし」をするが、櫟沢はこの期に及んでも作品の真意を理解しようとせず、建設的な意見を出さずに不満ばかりを言いたて、『新聞の購読をやめる』と言い続ける一部の読者に対して怒りを爆発させ、思い付く限りの罵詈雑言をぶちまけるのであった。
消費者金融から債権回収を依頼され、取り立てのため征三の自宅に向かった企業舎弟･若林と岸は、庭に現れた深江を目撃し、大慌てで事務所に引き返し上司の杉原に報告した。2人の報告を聞いた杉原は、征三が対立組織の構成員を用心棒に雇い、聡子が抱える負債を踏み倒そうとしていると思い込んで激怒し、部下達と共に銃で武装して征三の自宅に乗り込んだ。そして「まぼろしの遊撃隊」と「企業舎弟たち」の激烈な銃撃戦の火蓋が切られる。

## 登場人物
- 櫟沢（くぬぎざわ） - 作家。
- 澱口（おりぐち） - 記者。
- 美也 - 櫟沢夫人。
- 英吉 - 櫟沢の息子。実家を離れて下宿生活を送る大学生。時々父親とキャッチボールをすることもある[注 14]。

### 作中作
- 貴野原征三（きのはら　せいぞう） - 金剛商事常務。
- 聡子 - 貴野原の妻。
- 英吉 - 征三と聡子の息子。大学生。実家を離れて下宿生活を送る。
- 石部智子 - 金剛商事社員。
- 江坂春美 - 銀行員。
- 多摩志津江 - 主婦。
- 剣持裕治 - 外務員。
- 時田浩作 - 「まぼろしの遊撃隊」プログラマー。
- 時田敦子 - 浩作の妻。旧姓・千葉。この作品では夫のアシスタントに徹している。
- 粉川利美 - 警視総監。『パプリカ』では浩作と敦子にしばしば難事件の捜査協力を依頼している。
- チャーリィ西丸 - 劇画家。たまたまパーティーで見かけた聡子に横恋慕する。

### まぼろしの遊撃隊
- 深江 - 第二分隊長。
- 平野 - 第三分隊長。
- 花村 - 遊撃隊隊長。
- 穂高 - 女子隊員。物語後半以降に登場。格闘戦を得意としている。
- シリコニイ - 平野のペット。遊撃隊が派遣されている惑星の原生生物で、尖った石のような外観で人語を解する。ウラニウムを食料としている。